# Franz von Suppé

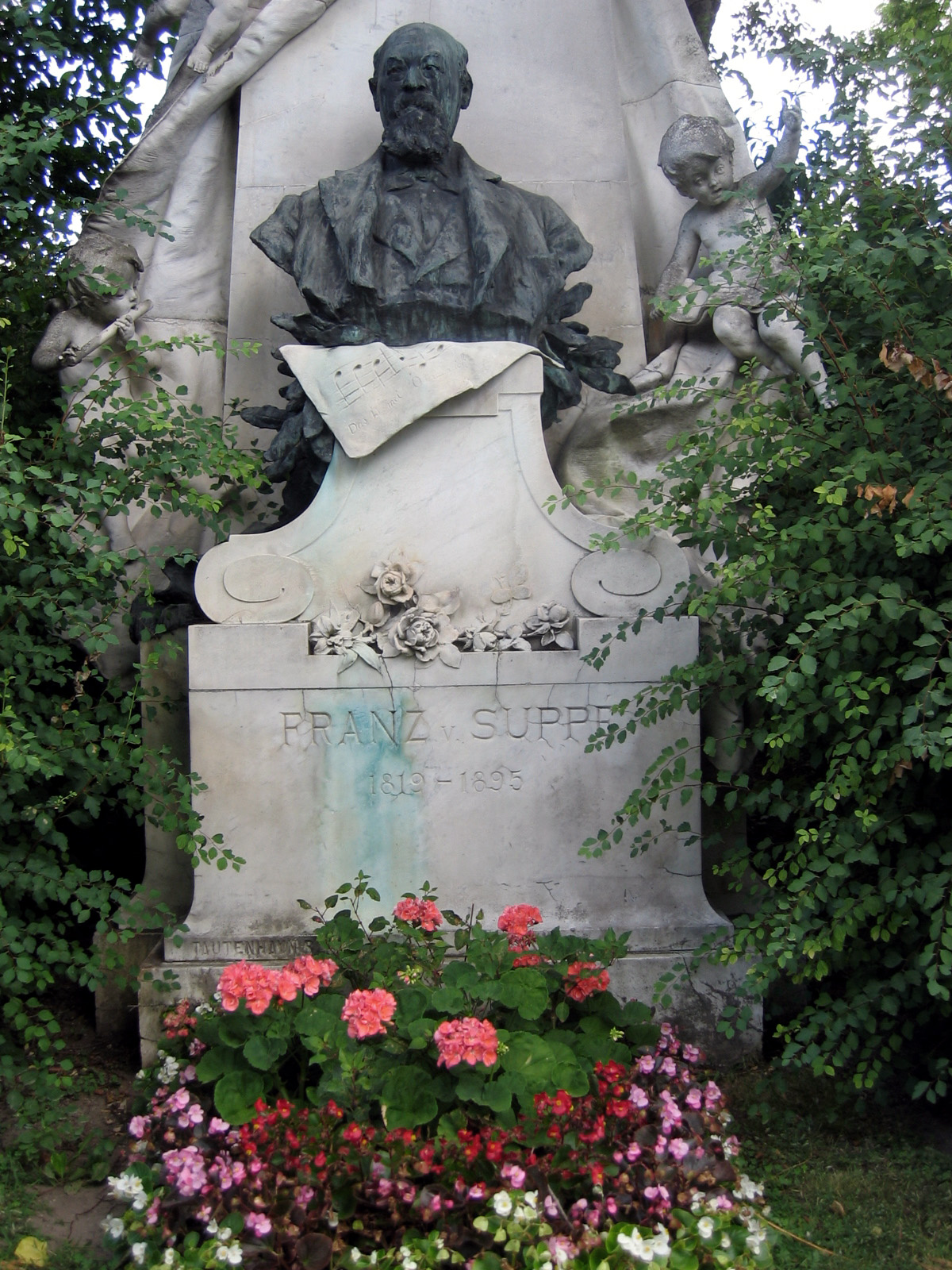
Gedenksteen op Zentralfriedhof

Francesco Ezechiele Ermenegildo Suppé-Demelli, beter bekend als Franz von Suppé (Spalato, 18 april 1819 – Wenen, 21 mei 1895) was een Oostenrijks componist die vooral operettes en toneelmuziek schreef.

## Levensloop
Von Suppé werd geboren in Split (Italiaans: Spalato), (thans Kroatië), als zoon van een 'Dalmatische en Zuid-Nederlandse' vader en een Oostenrijkse moeder. Hij was een leerling van Ignaz Xaver Ritter von Seyfried in Wenen.
Hij begon zijn carrière als dirigent in Wenen. Als zodanig stond hij eerst in het Josephstädter Theater en was vanaf 1865 verbonden aan het Carltheater (Theater in der Leopoldstadt) in Wenen. In de tussentijd heeft hij ook nog in Presburg (Bratislava) gedirigeerd en in het Theater an der Wien (tot 1862).
De stijl van Von Suppé's werken is licht en elegant, maar kan ook zeer krachtig zijn. Zijn ouverture Dichter und Bauer uit 1846 geniet nog altijd grote populariteit, evenals de operette Leichte Kavallerie uit 1866. Sowieso hebben vooral Suppé's aanstekelijke ouvertures repertoire gehouden. Van de ouvertures tot de meeste operettes zijn bewerkingen voor harmonieorkesten geschreven.
De eerste operette die hij schreef, Das Pensionat, was tevens de eerste Weense operette. Hij was daarbij onder invloed van Jacques Offenbach. Al werd hij niet zo populair als Johan Strauss jr., toch moet men de intrinsieke waarde van zijn operettes niet onderschatten.
Pas op 56-jarige leeftijd behaalt hij voor het eerst wereldwijd succes met de operette "Fatinitza". Drie jaar later wordt dit succes nog overtroffen door "Bocaccio".
Een collectie van Von Suppé wordt getoond in het Zeitbrücke-Museum. Het is gevestigd in Gars am Kamp, Neder-Oostenrijk, waar hij zijn zomerverblijf had. Een promenade is naar hem vernoemd.

## Oeuvre

### Werken voor orkest
- Bellmann-Marsch - Marsch aus der Operette "Bellmann"
- Coletta-Wals
- Danza delle Chizzotte
- Einzugsmarsch uit "Prinz Liliput"
- Erzherzog Wilhelm-Marsch
- Glückswalzer - Wals uit de operette "Die Jagd nach dem Glück"
- Herrjegerle-Polka
- In der Hinterbrühl, mars
- L'Orientale, Poolse mazurka
- Le Voyage en Afrique, Franse polka
- Liebeswalzer - Wals uit de operette "Lohengelb, oder die Jungfrau von Dragant"
- Romankapitel, Franse polka
- Sieg der österreichischen Volkshymne, muzikale schilderij voor orkest, op. 45
- Tiroler Tanz und Frischka
- Wiener Jubelouvertüre

### Werken voor harmonieorkest
- 1868 Galopp-Marsch aus der Operette "Die Frau Meisterin"
- 1874 Divertimento, voor trompet en harmonieorkest
- Constitutions Marsch
- Ein Deutschmeister-Marsch (Erzherzog Wilhelm-Marsch)
- Fantasie uit de operette «Boccaccio»
- Fatinitza-Marsch
- Marsch nach Motiven aus der Operette «Boccaccio»
- O du mein Österreich, mars. Deze is zo populair dat het ook wel het tweede volkslied van Oostenrijk genoemd wordt.[5]
- Selectie uit de operette «Boccaccio»

### Missen en gewijde muziek
- 1835 Missa Dalmatica - Mis in F-groot voor de kerk tot de Heilige Franciscus van Assisi in Zara (nu: Zadar), voor 2 tenoren, bas, mannenkoor en orgel - première: 13 september 1835
- 1855 Missa pro defunctis - Requiem in d-mineur, voor vier solisten, gemengd koor en orkest (ter nagedachtenis aan Franz Pokorny, directeur van het Theater an der Wien en voorganger van Suppé), uitgevoerd op 22 november 1855 in de Piaristenkerk "Maria Treu" in Wenen

### Muziektheater

#### Opera's
| Voltooid in | titel                                                                                       | aktes   | première                                     | libretto |
| ----------- | ------------------------------------------------------------------------------------------- | ------- | -------------------------------------------- | --- |
| 1837        | Virginia                                                                                    | 2 aktes | niet uitgevoerd                              | Ludwig Holt |
| 1840        | Gertrude della valle                                                                        | 3 aktes | onvoltooid                                   | Giovanni Brazanovich |
| 1847        | Das Mädchen vom Lande                                                                       | 3 aktes | 7 augustus 1847, Wenen, Theater an der Wien  | Karl Elmar = pseudoniem van: Karl Swiedack |
| 1884        | Pique Dame (nieuwe versie van Die Kartenaufschlägerin)                                      | 2 aktes | 22 juni 1884, Graz                           | Karl Treumann |
| 1865        | Dinorah (of: Die Turnerfahrt nach Hütteldorf) (Parodie van een opera van Giacomo Meyerbeer) | 3 aktes | 4 mei 1865, Wenen, Carltheater               | Julius Caesar = pseudoniem van: Julius Hopp |
| 1865        | Die schöne Galathée                                                                         | 1 akte  | 30 juni 1865, Berlijn, Meysels Theater       | Poly Henrion = pseudoniem van: Leonhardt Kohl von Kohlenegg, naar de opéra comique Galathée van Jules Barbier, Michel Carré en Victor Massé       |
| 1876        | Fatinitza                                                                                   | 3 aktes | 5 januari 1876, Wenen, Carltheater           | F. Zell = pseudoniem van: Camillo Walzel en Richard Genée, naar de opéra comique La Circasienne van Eugène Scribe en Daniel François Esprit Auber |
| 1885        | Des Matrosen Heimkehr                                                                       | 2 aktes | 4 mei 1885, Hamburg                          | Anton Langer |
| 1887        | Bellman                                                                                     | 3 aktes | 26 februari 1887, Wenen, Theater an der Wien | Moritz West, Ludwig Held |

#### Operettes
| Voltooid in | titel                                                                                                 | aktes               | première                                           | libretto |
| ----------- | --- | ------------------- | -------------------------------------------------- | --- |
| 1841        | Jung lustig, im Alter traurig (of: Die Folgen der Erziehung)                                          | 3 aktes             | 1841, Wenen                                        | C. Wallis |
| 1844        | Ein Morgen, ein Mittag und ein Abend in Wien                                                          | 2 bedrijven         | 26 februari 1844, Wenen, Theater in der Josefstadt | Franz Xaver Told von Toldenburg |
| 1846        | Dichter und Bauer                                                                                     | 3 aktes             | 24 augustus 1846, Wenen, Theater an der Wien       | Karl Elmar |
| 1848        | Der Bandit (of: Ein Abenteuer in Spanien)                                                             | 5 aktes             | 1848, Wenen                                        | A. C. Ambo |
| 1851        | Dame Valentine of Frauenräuber und Wanderbursche                                                      | 3 aktes             | 9 januari 1851, Wenen, Theater an der Wien         | Karl Elmar |
| 1858        | Paragraph III                                                                                         | 3 aktes             | 8 januari 1858, Wenen, Hofopera                    | Moritz Anton Grandjean |
| 1860        | Das Pensionat                                                                                         | 1 akte              | 24 november 1860, Wenen, Theater an der Wien       | C. K. (vermoedelijk de componist), naar Les Visitandines, van Louis Benoît Picard en François Devienne                                        |
| 1862        | Die Kartenaufschlägerin (of: Pique Dame)                                                              | 2 aktes             | 26 april 1862, Wenen, Kai-Theater                  | Karl Treumann |
| 1862        | Zehn Mädchen und kein Mann                                                                            | 1 akte              | 25 oktober 1862 Wenen, Kaiheater                   | Wilhelm Friedrich = pseudoniem van: Friedrich Wilhelm Riese                                                                                   |
| 1863        | Flotte Burschen (of: Das Bild der Madame Potifar)                                                     | 1 akte              | 18 april 1863, Wenen, Kaitheater                   | Josef Braun |
| 1864        | Das Corps der Rache                                                                                   | 1 akte              | 5 maart 1864, Wenen, Carltheater                   | Ludwig Harisch |
| 1864        | Franz Schubert (met integratie van composities van Franz Schubert)                                    | 1 akte              | 10 september 1864, Wenen, Carltheater              | Hans Max = pseudoniem van: Johann von Päumann                                                                                                 |
| 1866        | Leichte Kavallerie of: Die Töchter der Puszta                                                         | 2 aktes             | 21 maart 1866, Wenen, Carltheater                  | Carl Costa = pseudoniem van: Karl Kostia |
| 1866        | Freigeister                                                                                           | 2 aktes             | 23 oktober 1866, Wenen, Carltheater                | Carl Costa |
| 1867        | Banditenstreiche                                                                                      | 1 akte              | 27 april 1867, Wenen, Carltheater                  | B. Boutonnier |
| 1868        | Die Frau Meisterin                                                                                    | 3 aktes             | 20 januari 1868, Wenen, Carltheater                | Carl Costa, naar Charles Coffey |
| 1868        | Tantalusqualen                                                                                        | 1 akte              | 3 oktober 1868, Wenen, Carltheater                 | de componist, naar Der Schmarotzer in der Klemme van Louis Angely                                                                             |
| 1869        | Isabella                                                                                              | 1 akte              | 5 november 1869, Wenen, Carltheater                | Josef Weyl |
| 1870        | Lohengelb (of: Die Jungfrau von Dragant (Tragant)) (Parodie op de opera Lohengrin van Richard Wagner) | 3 aktes             | 30 november 1870, Wenen, Carltheater               | Carl Costa en Moritz Anton Grandjean, naar Johann Nepomuk Nestroy                                                                             |
| 1872        | Cannebas                                                                                              | 1 akte              | 2 november 1872, Wenen, Carltheater                | Josef Doppler, naar August von Kotzebue |
| 1873        | Fünfundzwanzig Mädchen und kein Mann                                                                  | 1 akte              | 15 april 1873, Wenen, Hofopera                     | Carl Treumann |
| 1877-1878   | Der Teufel auf Erden                                                                                  | 3 aktes             | 5 januari 1878, Wenen, Carltheater                 | Carl Juin = pseudoniem van Karl Giugno en Julius Hopp                                                                                         |
| 1879        | Boccaccio                                                                                             | 3 aktes             | 1 februari 1879, Wenen, Carltheater                | Camillo Walzel en Richard Genée, naar Boccace ou Le Décaméron van Jean Bayard, A. de Leuven, Léon-Lévy Brunswick en Victor-Arthur de Beauplan |
| 1880        | Donna Juanita (In 1925 door Karl Pauspertl gearrangeerd tot Der große Unbekannte)                     | 3 bedrijven         | 21 februari 1880, Wenen, Carltheater               | Camillo Walzel en Richard Genée, naar Die Verschwörung der Frauen oder Die Preußen in Breslau van Arthur Müller                               |
| 1881        | Der Gascogner                                                                                         | 3 aktes             | 22 maart 1881, Wenen, Carltheater                  | F. Zell en Richard Genée, naar Eugène Sue |
| 1882        | Herzblättchen                                                                                         | 3 aktes             | 4 februari 1882, Wenen, Carltheater                | Carl Tetzlaff |
| 1883        | Die Afrikareise                                                                                       | 3 aktes             | 17 maart 1883, Wenen, Theater an der Wien          | Moritz West, Richard Genée, O. F. Berg = pseudoniem van: Ottokar Franz Ebersberg                                                              |
| 1888        | Die Jagd nach dem Glücke                                                                              | voorspel en 3 aktes | 27 oktober 1888, Wenen, Carltheater                | Richard Genée en Bruno Zappert |
| 1895        | Das Modell (voltooid door: Alfred Zamara en Julius Stern)                                             | 3 aktes             | 4 oktober 1895 (postuum), Wenen, Carltheater       | Victor Léon, Ludwig Held |

#### Toneelmuziek
| Voltooid in | titel | aktes   | soort van toneel                                | tekst | première                                                            |
| ----------- | --- | ------- | ----------------------------------------------- | --- | ------------------------------------------------------------------- |
| 1841        | Jung lustig, im Alter traurig, oder Die Folgen der Erziehung                                                                      | 3 aktes | komedie met liederen                            | C. Wallis | 5 maart 1841                                                        |
| 1841        | Die Wette um ein Herz, oder Künstlersinn und Frauenliebe                                                                          |         |                                                 | Karl Elmar | 10 maart 1841, Wenen, Theater in der Josefstadt                     |
| 1841        | Stumm, beredt und verliebt |         |                                                 | Franz Xaver Told von Toldenburg                                                                                             | 1 mei 1841, Sopron, toen nog: Ödenburg, Stedelijk Theater           |
| 1841        | Die Bestürmung von Saida (samen met: Anton Titl en Karl Binder)                                                                   |         |                                                 | Franz Xaver Told von Toldenburg                                                                                             | 10 september 1841, Baden bei Wien, Arena in Baden                   |
| 1841        | Der Pfeilschütz in Lerchenfeld, die Hochzeit am Neubau und das Testament in der Josefstadt (met twee intermezzi van Josef Lanner) |         |                                                 | Franz Xaver Told von Toldenburg                                                                                             | 27 oktober 1841, Wenen, Theater in der Josefstadt                   |
| 1841        | Der Komödiant, oder Eine Lektion Liebe                                                                                            |         |                                                 | Karl Elmar | 14 december 1841, Wenen, Theater in der Josefstadt                  |
| 1842        | Der Mulatte |         |                                                 | Theodor Hell | 12 februari 1842, Bratislava, toen nog: Preßburg, Stedelijk Theater |
| 1842        | Nella, die Zauberin, oder Der Maskenball auf Hohengiebel                                                                          |         |                                                 | Karl Elmar | 11 mei 1842, Wenen, Theater in der Josefstadt                       |
| 1842        | Das grüne Band |         |                                                 | Karl Elmar, Heinrich Ritter von Levitschnigg, Johann Heinrich Mirani, J. Seydl, W. Vogel en Franz Xaver Told von Toldenburg | 2 juli 1842, Wenen, Theater in der Josefstadt                       |
| 1842        | Rokoko |         |                                                 | Adolf Bäuerle | 26 juli 1842, Bratislava, toen nog: Preßburg, Stedelijk Theater     |
| 1842        | Ein Sommernachtstraum |         |                                                 | vrij geadapteerd van William Shakespeare door E. Straube                                                                    | 31 augustus 1842, Wenen, Theater in der Josefstadt                  |
| 1842        | Das Armband (samen met: Pantaleon Hebenstreit)                                                                                    |         |                                                 | Friedrich Kaiser | 8 september 1842, Wenen, Theater in der Josefstadt                  |
| 1842        | Die Hammerschmiedin aus Steyermark, oder Folgen einer Landpartie                                                                  | 2 aktes | landelijke farce met liederen                   | Josef Kilian Schickh | 14 oktober 1842, Wenen, Theater in der Josefstadt                   |
| 1844        | Der Krämer und sein Kommis | 2 aktes | farce                                           | Friedrich Kaiser | 28 september of 16 oktober 1844, Wenen, Theater in der Josefstadt   |
| 1844        | Dolch und Rose, oder Das Donaumädchen                                                                                             |         |                                                 | Franz Xaver Told von Toldenburg                                                                                             | 30 november 1844, Wenen, Theater in der Josefstadt                  |
| 1844        | Zum ersten Male im Theater |         |                                                 | Friedrich Kaiser | 31 december 1844, Wenen, Theater in der Josefstadt                  |
| 1844        | Die Champagnerkur, oder Lebenshaß und Reue                                                                                        |         |                                                 | Karl Gruber | 2 februari 1845, Wenen, Theater in der Josefstadt                   |
| 1845        | Die Müllerin von Burgos | 2 aktes | Vaudeville                                      | J. Kupelwieser | 8 maart 1845, Wenen, Theater in der Josefstadt                      |
| 1845        | Der Nabob |         |                                                 | Karl Haffner | 9 mei 1845, Wenen, Theater in der Josefstadt                        |
| 1845        | Die Industrieausstellung I |         |                                                 | Friedrich Kaiser | 1 augustus 1845, Wenen, Theater in der Josefstadt                   |
| 1845        | Sie ist verheiratet | 3 aktes | komedie met liederen                            | Friedrich Kaiser | 7 november 1845, Wenen, Theater an der Wien                         |
| 1846        | Die Gänsehüterin, oder Hans und Gretchen                                                                                          |         |                                                 | geadapteerd van een tekst van G. Ball                                                                                       | 11 februari 1846, Wenen, Theater an der Wien                        |
| 1847        | Die Schule der Armen, oder Zwei Millionen                                                                                         |         |                                                 | Friedrich Kaiser | 26 oktober 1847, Wenen, Theater an der Wien                         |
| 1848        | Der ewige Jude | 5 aktes |                                                 | Karl Schmidt, naar Eugène Sue                                                                                               |                                                                     |
| 1848        | Martl, oder Der Portiunculatag in Schnabelhausen (Parodie van de opera Martha van Friedrich von Flotow)                           | 3 aktes | farce met muziek                                | Alois Berla | 16 december 1848, Wenen, Theater an der Wien                        |
| 1848        | Hier ein Schmied, da ein Schmied, noch ein Schmied und wieder ein Schmied                                                         |         |                                                 | Karl Elmar en Johann Nepomuk Vogel                                                                                          | 30 december 1848, Wenen, Theater an der Wien                        |
| 1849        | Des Teufels Brautfahrt, oder Böser Feind und guter Freund                                                                         | 3 aktes | farce met liederen                              | Karl Elmar | 30 januari 1849, Wenen, Theater an der Wien                         |
| 1849        | Gervinus, der Narr von Untersberg, oder Ein patriotischer Wunsch                                                                  | 3 aktes | farce met liederen                              | Alois Berla | 1 juli 1849, Wenen, Theater am Braunhirschengrund                   |
| 1849        | Unterthänig und unabhängig, oder Vor und nach einem Jahre                                                                         | 3 aktes | komedie met liederen                            | Karl Elmar | 13 oktober 1849, Wenen, Theater an der Wien                         |
| 1849        | S'Alraunl | 3 aktes | Romantisch sprookje met liederen                | Anton von Klesheim | 13 november 1849, Wenen, Theater an der Wien                        |
| 1850        | Die Liebe zum Volke, oder Arbeit - Geld - Ehre                                                                                    |         |                                                 | Karl Elmar | 18 maart 1850, Wenen, Theater an der Wien                           |
| 1850        | Der Dumme hat's Glück | 3 aktes | farce met liederen                              | Alois Berla | 29 juni 1850, Wenen, Theater an der Wien                            |
| 1851        | Die Industrieausstellung II |         |                                                 | Leopold Feldmann | 25 mei 1851, Wenen, Theater an der Wien                             |
| 1852        | Der Tannenhäuser |         | Dramatisch gedicht met muziek                   | Heinrich Ritter von Levitschnigg                                                                                            | 27 februari 1852, Wenen, Theater an der Wien                        |
| 1852        | Pech |         |                                                 | Alois Berla | 31 juli 1852, Wenen, Fünfhaus                                       |
| 1853        | Die Heimfahrt von der Hochzeit |         |                                                 | E. Feldmann | 8 januari 1853, Wenen, Theater an der Wien                          |
| 1853        | Die Irrfahrt um's Glück |         |                                                 | Karl Elmar | 24 april 1853, Wenen, Theater an der Wien                           |
| 1853        | Die weiblichen Jäger |         |                                                 | Leopold Feldmann | 30 juli 1853, Wenen, Fünfhaus                                       |
| 1854        | Die Bernsteinhexe |         |                                                 | Heinrich Laube | 5 januari 1854, Wenen, Theater an der Wien                          |
| 1854        | Trommel und Trompete |         |                                                 | Karl Elmar | 1 april 1854, Wenen, Theater an der Wien                            |
| 1854        | Wo steckt der Teufel? | 3 aktes | farce met liederen                              | Anastasius Grün(?) | 28 juni 1854, Wenen, Theater an der Wien                            |
| 1855        | Das Bründl bei Sievering, oder Ein Blick in die Zukunft                                                                           |         |                                                 | H. Merlin | 14 april 1855, Wenen, Theater an der Wien                           |
| 1856        | Lord Byron |         |                                                 | Heinrich Ritter von Levitschnigg                                                                                            | 8 juni 1856, Wenen, Theater an der Wien                             |
| 1858        | Der Werkelmann und seine Familie                                                                                                  |         |                                                 | A. Langer | 10 april 1858, Wenen, Theater an der Wien                           |
| 1858        | Die Kathi von Eisen |         |                                                 | Alois Berla | 19 juli 1858, Wenen, Theater an der Wien                            |
| 1859        | Die Zauberdose, oder Um zehn Jahre zu spät                                                                                        |         |                                                 | Karl Elmar | 19 december 1859, Wenen, Theater an der Wien                        |
| 1887        | Joseph Haydn |         | muzikaal portret met melodieën van Joseph Haydn | Friedrich von Radler | 30 april 1887, Wenen, Theater in der Josefstadt                     |

### Liederen
- 1890 Nimm dich in Acht (Lobsinget den Wein)
- Österreichisches Reiterlied, op. 41 - tekst: Otto Prechtler (opgedragen aan: Veldmaarschalk Josef Radetzky von Radetz)
- Ruhe, müder Wanderer
- Tell's Kapelle

## Varia

### Suppè vs Suppé en Suppe
Suppé's werd bij zijn geboorte ingeschreven als "Francesco Ezechiele Ermenegildo de Suppe" - naar verluidt per abuis zonder het Italiaanse accent grave op de laatste e - in het geboorteregister van Spalato. Suppé's correcte naam was echter Francesco Ezechiele Ermenegildo Suppè, met de toevoeging van zijn moeders meisjesnaam Demelli. De familie was trots op hun Italiaanse achtergrond en de toevoeging van zijn moeders meisjesnaam moest dat nog eens benadrukken. Maar zodra Franz naar het buitenland ging, was het van de lange naam vrijwel uitsluitend de allerlaatste letter, de e met het Italiaanse accent grave, die bij administraties en in publicaties tot hardnekkige schrijffouten leidde. Ondanks Franzs nadrukkelijke pogingen de juiste schrijfwijze te handhaven, is de naam Suppé, met het Franse accent aigu uiteindelijk gaan beklijven.
Postuum deed Julius Kromer, na op wetenschappelijke gronden aangetoond te hebben dat Franz' achternaam toch echt Suppè was, middels zijn scriptie Franz von Suppè. Leben und Werk in 1941 nog maar eens de oproep om uit respect voor de man zijn naam toch vooral correct te schrijven. Het leek niet te baten: de naam bleef foutief terugkomen en alleen gedurende Franzs 200e verjaardag en de 125e verjaardag van zijn overlijden werd aan zijn juiste naam herinnerd. Toch hebben deze memorials en een drietal meer studies naar de juiste naam effect gesorteerd: anno 2020 lijkt de naam Suppè eindelijk door de wetenschappelijke literatuur overgenomen te zijn.

### Vernoemingen
- In 1898 werd in de Weense wijk Hietzing de "Suppégasse" naar hem benoemd.